# Молберген
Молберген (њем. Molbergen) општина је у њемачкој савезној држави Доња Саксонија. Једно је од 13 општинских средишта округа Клопенбург. Према процјени из 2010. у општини је живјело 7.680 становника. Посједује регионалну шифру (AGS) 3453012.

## Географски и демографски подаци
Молберген се налази у савезној држави Доња Саксонија у округу Клопенбург. Општина се налази на надморској висини од 35 метара. Површина општине износи 102,5 km². У самом мјесту је, према процјени из 2010. године, живјело 7.680 становника. Просјечна густина становништва износи 75 становника/km².